# 五式75毫米戰車炮
五式75毫米戰車炮是一款日製戰車炮。它是四式中戰車的主炮，也是日軍在二戰中所用的最大火炮之一。

## 設計與使用

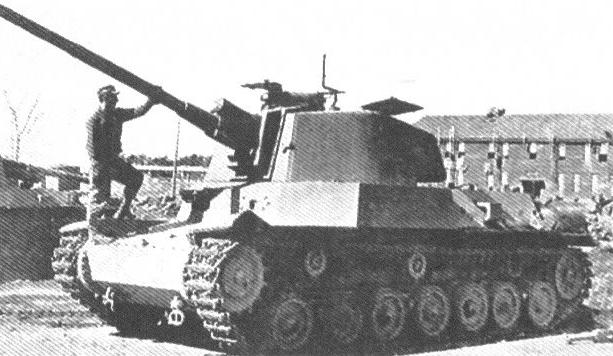
安裝五式75毫米戰車炮的四式中戰車

五式戰車炮的口徑爲75毫米，身管長爲4.23米（56.4倍徑）。這門長身管火炮安裝於一個大型六角砲塔上。火炮的最大俯角、仰角分別爲-6.5度、+20度，炮口初速度可達850米/秒，能在1000米外擊穿75毫米厚的裝甲。這門火炮是由1943年製的四式75毫米高射炮改裝而來的。
安裝這門火炮的四式中戰車可以說是日軍最強的坦克。然而，因爲物資的短缺加上工業基礎的薄弱，使得四式中戰車的量產被迫推遲。讓三菱重工的兩個車間每月生產25輛的計劃根本沒辦法落實。截止到1945年，僅有6輛四式中戰車的底盤下線，其中只有2個底盤被做成了坦克。因此，五式戰車炮在二戰結束前都沒能投入量產。